# Udea thermantoidis
Udea thermantoidis is een vlinder uit de familie van de grasmotten (Crambidae), uit de onderfamilie van de Spilomelinae. De wetenschappelijke naam van deze soort is voor het eerst voorgesteld als Pyrausta thermantoidis door Otto Herman Swezey in een publicatie uit 1913.
De soort komt voor in Hawaï.